# Флавинмононуклеотид
Флавинмононуклеотид (сокр. ФМН, также рибофлавин-5'-фосфат; англ. Flavin mononucleotide — FMN) — органическое соединение, которое образуется из рибофлавина (витамина В2) ферментом рибофлавин киназой и является простетической группой различных оксидоредуктаз, включая NADH-дегидрогеназы. FMN в биохимических процессах находится в трёх формах — окисленной (FMN), полухинон (FMNH·) и восстановленной (FMNH2). 
FMN представляет основную форму, в которой рибофлавин находится в живых клетках и тканях, энергетически это менее выгодное соединение, но более растворимое в воде, чем рибофлавин.

## Использование
Флавинмононуклеотид используется в качестве оранжево-красной пищевой добавки с номером E101a.
E106, очень близкий пищевой краситель, представляет собой натриевую соль рибофлавин-5'-фосфата, которая состоит в основном из мононатриевой соли 5'-монофосфатного эфира рибофлавина. Он быстро превращается в свободный рибофлавин после приёма внутрь. В Европейском союзе он содержится во многих продуктах питания для младенцев и детей младшего возраста, а также в джемах, молочных продуктах, сладостях и сахаросодержащих продуктах, однако его применение запрещено на территории России и Украины.